# Harmonices Mundi
«Harmonices Mundi» (с лат. — «Гармония мира») — книга Иоганна Кеплера, изданная в 1619 году. В этом трактате Кеплер обсуждает гармонию и соответствие геометрических форм, физических явлений, в том числе музыки и устройства мироздания, увязывая математическое учение о гармонии с законами движения планет. В заключительном разделе работы впервые описан третий закон Кеплера, который помог Ньютону полвека спустя открыть закон всемирного тяготения.
Биограф Кеплера Макс Каспар назвал «Гармонию мира» «величайшей картиной мироздания, сотканной из науки, поэзии, философии, богословия и мистицизма». Сам Кеплер считал Harmonices Mundi вершиной своего научного творчества.

## История создания
По-видимому, Кеплер начал работать над трактатом в 1599 году; этим годом датировано письмо Кеплера профессору Тюбингенского университета Михаэлю Мёстлину, бывшему учителю Кеплера, с подробными математическими выкладками, которые Кеплер намеревался использовать в будущем трактате, который первоначально планировал назвать De Harmonia Mundi (рус. О гармонии мира). Таким образом, работа над трактатом продолжалась на протяжении 20 лет. Параллельно с Harmonices Mundi Кеплер работал над своими фундаментальными трудами «Новая астрономия» (лат. Astronomia nova, издана в 1609) и 7-томным Сокращением коперниканской астрономии (Epitome Astronomiae Copernicanae, издавалась с 1617 по 1621 годы).
В своём первом труде, трактате 1596 года «Тайна мироздания» (лат. Mysterium Cosmographicum) Кеплер описал гелиоцентрическую систему мира, включая известные к тому времени орбиты планет Солнечной системы, с помощью системы правильных многогранников. В схеме Кеплера каждый правильный многогранник имеет вписанную (внутреннюю) сферу, касающуюся центров каждой грани, и описанную (внешнюю) сферу, проходящая через все вершины, причём центр у этих сфер общий, и в нём находится Солнце. При этом в сферу орбиты Сатурна вписан куб, в куб вписана сфера Юпитера, в которую, в свою очередь, вписан тетраэдр, и далее друг в друга последовательно вписываются сферы Марса — додекаэдр, сфера Земли — икосаэдр, сфера Венеры — октаэдр и сфера Меркурия. Совпадение размеров орбит планет с этой моделью Кеплера было не совсем точным, особенно много хлопот доставила Кеплеру сфера Меркурия, которую в конце концов пришлось вписать в октаэдр так, чтобы она касалась не граней, а середины рёбер последнего. Расхождения между теорией и эмпирическими данными Кеплер первоначально объяснял тем, что реальные планетные сферы имеют некоторую «толщину». В то же время он не оставлял попыток построения более точной модели мироздания, что и привело его в конечном счёте к открытию законов движения планет.
Наряду с поисками геометрически совершенной модели мироздания Кеплер также стремился увязать соотношения орбит планет с теорией музыкальной гармоники. Представления о соответствии музыкальных интервалов и орбит планет достаточно широко бытовали в античной и средневековой философии. Гармония сфер была традиционной философской метафорой, которая изучалась в европейских университетах в составе квадривиума, и часто упоминалась как «музыка сфер». Кеплер занялся разработкой собственной теории музыки сфер, при этом он отказался от использования Пифагорова строя, что в конечно счёте позволило ему увязать отношения музыкальных интервалов и угловые скорости планет и заявить, что Бог действует как великий геометр, а не пифагорейский нумеролог.
Кеплер отмечал также, что музыкальная гармония, как продукт человеческой деятельности, отличается от гармонии как природного феномена, который взаимодействует с человеческой душой. В связи с этим Кеплер заявлял, что Земля имеет душу, поскольку подвержена астрологической гармонии.
Свои взгляды на отношения между музыкальной гармонией и строением мироздания Кеплер последовательно излагает в Harmonices Mundi.

## Содержание
Трактат Harmonices Mundi состоит из пяти глав. Первая глава посвящена обзору правильных многогранников, вторая глава — сравнению фигур, третья — происхождению гармонических отношений в музыке, четвёртая глава рассматривает гармонические конфигурации в астрологии, и пятая — гармонию движения планет.

Малый звёздчатый додекаэдр

Большой звёздчатый додекаэдр

Первая и вторая главы содержат исследования правильных многогранников. В них Кеплер пытается определить, каким образом многогранники, которые он определяет как правильные или полуправильные, могут размещаться вокруг центральной точки на плоскости. Кеплер ранжирует многогранники по степени сочетаемости, или, скорее, их способности образовывать новые тела в сочетаниях друг с другом. В следующих главах он возвращается к этим вопросам уже применительно к астрономическим объектам. Во второй главе Кеплер представляет первое в научной литературе математическое обоснование свойств двух типов правильных звёздчатых многогранников: малого звёздчатого додекаэдра и большого звёздчатого додекаэдра, впоследствии получивших название тел Кеплера — Пуансо. Кеплер описывает многогранники, используя ту же модель, с помощью которой Платон в диалоге Тимей описывает построение правильных многогранников на основе правильных треугольников.
В то время как средневековые философы использовали понятие «музыка сфер» лишь метафорически, Кеплер рассчитал математические соотношения в движении планет и увязал их с музыкальными интервалами, установив семь основных гармонических интервалов (консонансов): октаву (2/1), большую сексту (5/3), малую сексту (8/5), чистую квинту (3/2), чистую кварту (4/3), большую терцию (5/4) и малую терцию (6/5), из которых далее он вывел весь звукоряд как мажорного, так и минорного наклонения. Его расчёты показывали, что разница между максимальной и минимальной угловыми скоростями планеты составляют приблизительно гармоническую пропорцию.
Например, угловая скорость Земли меняется между афелием и перигелием на полтона (соотношение 16:15), от ми до фа, скорость Венеры меняется только в отношении 25:24 (так называемая диеса в музыкальных терминах). Кеплер таким образом интерпретирует это изменение «звучания» Земли:

Земля поет ми, фа, ми: вы можете даже из этих звуков сделать вывод, что в нашем доме господствуют несчастья и голод.
Оригинальный текст (лат.)Tellus canit MI FA MI ut vel ex syllaba conjicias, in hoc nostro domicilio MIseriam & FAmem obtinere.

По мнению Кеплера, планеты формируют своеобразный хор, в который входят тенор (Марс), два баса (Сатурн и Юпитер), сопрано (Меркурий), и два альта (Венера и Земля). При этом Меркурий, с орбитой в форме сильно вытянутого эллипса, имеет наиболее широкий диапазон звучания, в то время как Венера, с её почти круговой орбитой, способна издавать лишь одну ноту. По оценке Кеплера, очень редко возникают ситуации, когда все планеты могут петь в «идеальном согласии» — возможно, это случалось только один раз в истории, в момент творения.
По расчётам Кеплера, все соотношения максимальной и минимальной скоростей планет на соседних орбитах, кроме одного, составляют гармонические интервалы в пределах допустимой погрешности — менее диесы. Единственное исключение из этого правила составляли орбиты Марса и Юпитера, создававшие негармоническое отношение 18:19. Этот диссонанс (впоследствии подтверждённый правилом Тициуса-Боде) объясняется наличием между орбитами Марса и Юпитера пояса астероидов, открытого лишь через 200 лет после смерти Кеплера.
Первые два закона движения планет Кеплер изложил в своём предыдущем труде — «Новая астрономия» 1609 года. Третий закон Кеплера («Квадраты периодов обращения планет вокруг Солнца относятся, как кубы больших полуосей орбит планет») впервые приводится в главе 5 Harmonices Mundi, после долгого экскурса в астрологию.